# Хованский, Фёдор Иванович Телица
Князь Фёдор Иванович Хованский по прозванию Телица (ум. после 1534) — воевода во времена правления Василия III Ивановича и Ивана IV Васильевича Грозного.

## Биография
Их княжеского рода Хованских. Сын князя и воеводы Ивана Ивановича Мынника Хованского. Имел двух братьев: князей Ивана Ивановича Жердь и Петра Ивановича.
В 1519 году первый воевода в Серпухове. В 1520 году сперва третий, а потом четвёртый воевода в Серпухове. В 1530—1531 годах первый воевода на берегу Оки под Бачмановым, от крымского вторжения. В 1532 году второй воевода правой руки войск в Нижнем Новгороде. В 1534 году, во время нашествия крымцев и азовцев, первый прибавочный воевода в Серпухове.
Имел единственного сына, князя Дмитрия Фёдоровича, про которого имеются только сведения, что убит в битве на Судьбищах, но кем и когда неизвестно.